# La Fregeneda
La Fregeneda – gmina w Hiszpanii, w prowincji Salamanka, w Kastylii i León, o powierzchni 45,16 km². W 2011 roku gmina liczyła 420 mieszkańców.